# Maszelka János
Maszelka János (Máramarossziget, 1929. január 24. – Székelyudvarhely, 2003. december 20.) erdélyi magyar képzőművész.

## Életútja
Középiskolát Székelyudvarhelyt végzett, Kolozsvárt a Ion Andreescu Képzőművészeti Főiskolán szerzett diplomát (1955). Pályáját rajztanárként kezdte Székelyudvarhelyt, majd a városi Művelődési Ház szakirányítója (1962-89). Közművelődési munkája nyomán szerveződött újjá és gyarapodott a székelyudvarhelyi képtár. Egyik vezetője az évente számos alkotót befogadó Homoród menti képzőművészeti tábornak. Pasztellban, olajban és szénrajzban készült tájképeiből, portréiból több kiállítást szervezett székelyföldi városokban. Szénrajzban készült portrésorozatában irodalomtörténetünk nagyjait (Petőfi Sándor, Vajda János, Benedek Elek, Ady Endre, József Attila, Tamási Áron, Tompa László arcképét) örökítette meg.
A képzőművész életpályájáról, művészeti munkásságáról írt kötetet Komoróczy György szerkesztette, a Székelyudvarhelyért Könyvek sorozatban jelent meg 2003-ban. Nagy Miklós Kund Maszelka Jánosról írt monográfiáját a csíkszeredai Pallas-Akadémia Könyvkiadó adta közre 2004-ben. Alkotásaiból 2018-ban a ráckevei Árpád Múzeum Patay László Városi Képtárában rendeztek önálló kiállítást.
A székelyudvarhelyi Római katolikus Temetőben nyugszik családi sírboltban.

## Díjak, elismerések
- Udvarhelyszék Kultúrájáért-díj (posztumusz, 2004)[7]